# SC Sperber Hamburg
Der Sport-Club Sperber von 1898 e. V. ist ein Sportverein aus Hamburg-Alsterdorf, dessen Fußballmannschaft von 1966 bis 1969 und von 1970 bis 1972 in der damals zweitklassigen Regionalliga Nord spielte.

## Geschichte
Der am 12. Juni 1898 gegründete SC Sperber war zuerst ein Radfahrklub, doch „noch in demselben Jahre wurde auch der Rasensport aufgenommen.“ Der Verein fusionierte am 27. September 1907 mit dem FC Saxonia 1906 Hamburg zum SC Sperber-Saxonia Hamburg und war ab dem Jahr 1909 wieder eigenständig. Bereits 1900/01 hatte er, anfangs in der B-Klasse, an Meisterschaftsspielen des HAFB teilgenommen. Wann der Verein dem Bund beigetreten war, wird je nach Quelle unterschiedlich dargestellt; deshalb ist unklar, ob er zu den acht  Mitgründern des DFB aus Hamburg und Altona gehört hat. Im Jahr 1901 spielten die Hamburger gegen die neu gegründete Gymnasiumsmannschaft des Kapellmeisters Zumpe in Schwerin und gewannen im Schneetreiben mit 3:1. Im Ersten Weltkrieg gab es von 1917 bis 1919 die Kriegsvereinigung mit dem St. Georger FC, welche sodann ab 1919 in eine Fusion mit dem Winterhude-Eppendorfer TV 1880 als VfTuR Hamburg überging. Diese Fusion wurde im Jahr 1921 gelöst. Der Zweite Weltkrieg brachte von 1939 bis 1944 erneut eine KSG mit St. Georg zustande, welche 1944/45 durch den Zusammenschluss mit Post SG Hamburg, HSV Barmbek-Uhlenhorst und SV St. Georg zur KSG Alsterdorf wurde.
In der Saison 1934/35 gelang der Aufstieg in die Gauliga Nordmark, woraus man nach zwei Runden im Jahre 1937 wieder abstieg. Auch nach dem erneuten Aufstieg 1939 gehörte man wieder nur zwei Runden der Gauliga Nordmark an. Nach dem dritten Aufstieg 1942 spielte die KSG bis 1945 in der Gauliga Hamburg. 1953 stiegen die Raubvögel aus der Bezirksliga in die Hamburger Amateurliga auf. In der Saison 1956/57 holte der SC Sperber die Vizemeisterschaft in der Amateurliga Hamburg und zog in die Aufstiegsrunde zur Oberliga Nord ein. Die Mannschaft um Klaus „Micky“ Neisner scheiterte am VfB Lübeck. Im Jahre 1965 war auch der Anlauf in der Aufstiegsrunde zu Fußball-Regionalliga Nord gegen den Bremer SV, den SV Union Salzgitter und den Heider SV vergeblich.
Der Aufstieg glückte 1966 nach der Vizemeisterschaft in Hamburg durch den 3:2-Erfolg nach Verlängerung im Entscheidungsspiel gegen den 1. FC Wolfsburg. Zur Runde 1966/67 gehörte Sperber Hamburg der Regionalliga Nord an und bestritt am 14. August 1966 bei Altona 93 das erste Spiel in der damals zweithöchsten Spielklasse. Die Mannschaft belegte mit dem Ex-HSVer Erwin Piechowiak den 13. Platz. Durch die weiteren Zugänge Horst Dehn und Peter Wulf verstärkt, gelang im zweiten Jahr – 1967/68 – ein großartiger Start mit 18:4 Punkten, und in Alsterdorf träumte man bereits von der Bundesliga-Aufstiegsrunde. Aufgrund der vielen Ex-Spieler des HSV im Kader kursierte unter den Hamburger Fußballfans zu dieser Zeit das Bonmot: „Willst du gute HSVer seh’n, dann musst du schon zu Sperber geh’n“.
Am zwölften Spieltag riss die Erfolgsserie durch die 1:3-Niederlage am 12. November 1967 bei St. Pauli ab, und am Rundenende stand Sperber auf dem 10. Rang. Als 17. der Spielzeit 1968/69 stieg der SC 1969 aus der Regionalliga ab. Es gelang aber die sofortige Rückkehr: In der Aufstiegsrunde 1970 setzte sich Sperber vor dem SV Meppen, SV Union Salzgitter und dem SV Friedrichsort durch. Nach zwei Jahren folgte 1972 der zweite Abstieg. Später führte der Weg in den 1990er-Jahren bis in die Kreisliga hinunter. 2001 und 2003 meldete man sich wieder in der Landes- bzw. Verbandsliga zurück, doch ging es mit zwei Abstiegen bis 2006 schnell wieder zurück in die Bezirksliga Hamburg-Nord.
Dort belegte man in der Saison 2008/09 den 2. Tabellenplatz und wurde in der anschließenden Aufstiegsrunde der Vizemeister der Bezirksligen Gruppensieger. Das reichte zum Aufstieg, so dass Sperber seit der Saison 2009/10 in der sechstklassigen Landesliga Hamburg (Staffel Hammonia) antrat. Nach dem Abstieg aus der Landesliga in der Spielzeit 2014/15 spielt der Verein seitdem in der siebtklassigen Bezirksliga Nord.

## Weitere Sportarten
Neben Fußball bietet der SC Sperber auch die Sportarten Gymnastik,  Seniorensport, Tennis, und Kinderturnen an. Größter Erfolg der ehemaligen Tischtennisabteilung, die bereits Anfang der 1950er Jahre in der Stadtliga der Damen spielte, war 1960 die Teilnahme an der Aufstiegsrunde zur Oberliga Nord der Damen, damals die höchste deutsche Spielklasse. Dort belegten die Raubvögel aber nur den dritten Platz hinter dem ASV Berlin und der WKG Plön/Hohwacht und verpassten den Aufstieg. Aber auch die Herren spielten nach dem Zweiten Weltkrieg in der Stadtliga. Die frühere Feldhandballabteilung spielte in den 1950er Jahren jeweils in der Stadtliga, der höchsten Hamburger Spielklasse der Damen und der Herren.